# Skukovo
Skukovo (szerbül: Скуково), település Szerbiában, a Raškai körzet Novi Pazar községében.

## Népesség
- 1948-ban 62 lakosa volt.
- 1953-ban 82 lakosa volt.
- 1961-ben 77 lakosa volt.
- 1971-ben 63 lakosa volt.
- 1981-ben 67 lakosa volt.
- 1991-ben 35 lakosa volt.
- 2002-ben 23 lakosa volt, akik mindannyian szerbek.